# Micandra cyda
Micandra cyda is een vlinder uit de familie van de Lycaenidae. De wetenschappelijke naam van de soort werd als Thecla cyda in 1887 gepubliceerd door Godman & Salvin.

## Synoniemen
- Thecla furina Godman & Salvin, 1887